# Taloga
Taloga település az Amerikai Egyesült Államok Oklahoma államában, Dewey megyében, melynek megyeszékhelye is. Lakosainak száma 288 fő (2020. április 1.).

## Népesség
A település népességének változása:
| Lakosok száma | 372  | 299  | 288  |
|               | 2000 | 2010 | 2020 |